# Nati nel 1346
| Questa pagina contiene informazioni ricavate automaticamente dalle voci biografiche con l'ausilio del template Bio e di un bot. L'aggiornamento è periodico e automatico e ricostruisce completamente la pagina. Se manca una persona in questa lista, sei pregato di non aggiungerla, ma accertati piuttosto che la sua voce biografica contenga il template Bio e che i dati anagrafici siano correttamente compilati. Se il template Bio manca, inseriscilo tu stesso o, in alternativa, metti l'avviso {{tmp\|Bio}} che ne segnala la mancanza. Se i dati riportati sono sbagliati, correggi direttamente la voce biografica; le modifiche saranno visibili in questa lista entro pochi giorni. Per chiarimenti vedi il progetto biografie. La lista contiene solo le 13 persone che sono citate nell'enciclopedia e per le quali è stato implementato correttamente il template Bio. Pagina aggiornata al 10 ago 2025. |

- 2 aprile - Estorre Visconti, italiano († 1413)
- 20 luglio - Margherita Plantageneta, principessa e nobile inglese († 1361)
- 20 ottobre - Margherita di Beaujeu, nobile († 1402)
- Margherita d'Asburgo, nobile austriaca († 1366)
- John Cavendish, politico inglese († 1381)
- Edward Dalyngrigge, nobile e politico inglese († 1393)
- Eleonora d'Aragona, nobile italiana († 1405)
- Filippo I di Borgogna, nobile († 1361)
- Richard FitzAlan, XI conte di Arundel, nobile e militare inglese († 1397)
- Giovanni I di Lorena, duca francese († 1390)
- Ottone V di Baviera, duca tedesco († 1379)
- Luchino Novello Visconti, condottiero italiano († 1399)
- Philippa Roet, nobildonna fiamminga († 1387)